# 七号信令系统
七号信令系统（SS7，Signaling System Number 7）是一种被广泛应用在公共交换电话网、蜂窝通信网络等现代通信网络的共路信令系统。七号信令系统是国际电信联盟推荐首选的标准信令系统。
为了实现电信业务的互联互通，不同通信运营商之间，特别是不同国家的运营商之间都会采用七号信令系统控制运营商之间业务交换的过程。许多的通信运营商也在自己的通信网络里面使用七号信令系统实现计费、漫游或者其他电信业务。
因为各个国家在实现七号信令系统的不同，七号信令系统有很多不同的版本。美国、日本、加拿大等国家采用的版本是美国国家标准协会实现的版本，欧洲国家普遍采用的版本是欧洲电信标准协会实现的版本，还有一些国家和地区采用的版本是国际电信联盟实现的版本。为了让使用不同版本的系统之间能够传递信令，不同版本的七号信令系统之间会采用网关将其他版本的信令转换成国际电信联盟实现的版本进行传输。

## 特点
七号信令系统是一种局间信令系统。和其他局间信令系统一样，七号信令系统一般不负责用户终端和局端之间用户线上面信令的传输和处理，只负责局交换机之间、局交换机和其他电信设备之间的信令传输和处理。需要注意的是，和其他信令系统一样，七号信令系统不负责进行具体语音信号的传输，但是它负责协调各种电信设备，使各种电信设备能够准确地建立语音链路，为用户提供服务。
从信令的传输方式比较，七号信令系统和六号信令系统一样采用的是共路信令方式，而五号信令系统和以前的其他信令系统采用的是随路信令方式。共路信令方式是指信令的传输不像随路信令方式一样占据话路进行传输，而是把所有的信令信号都集中到一条专用信道进行传输。
和同样属于共路信令的六号信令系统比较，七号信令系统采用多功能模块化设计，是一种更加适合数字通信网络的信令系统。

## 软件层次

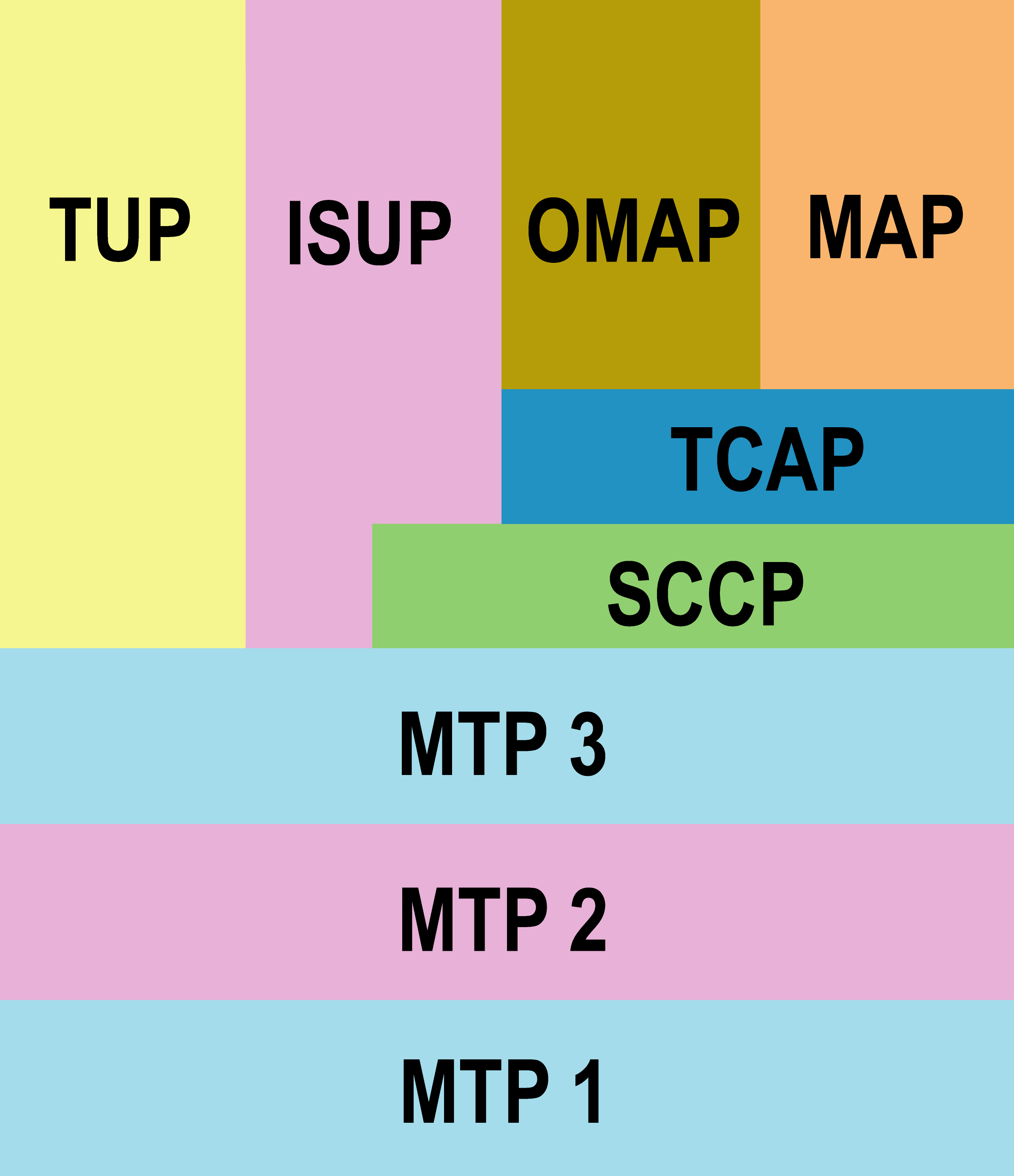
七号信令系统的软件层次

从软件层次区分，七号信令系统可以分成包含三个功能级消息传递部份（MTP）和作为第四个功能级的业务分系统。
消息传递部份负责信令的正常传输，确保传输的信令不出现错误，为业务分系统提供服务。消息传递部份可以细分为三个功能级：数据链路功能级（消息传递部份第一个功能级，MTP 1）、链路控制功能级（消息传递部份第二个功能级，MTP 2）和网络功能级（消息传递部份第三个功能级，MTP 3），这三个功能级分别对应了开放系统互联参考模型的物理层、链路层和网络层。
作为第四个功能级的业务分系统建立在网络功能级消息传递部份的基础上面，实现了各种和业务有关的协议和功能，包括电话用户部份（TUP）、ISDN用户部份（ISUP）、信令连接控制部份（SCCP）、事务处理应用部份（TCAP）、移动应用部份（MAP）和操作维护应用部份（OMAP）等，这些协议和功能对应了开放系统互联参考模型的传输层、会话层、表示层和应用层，还有网络层的一部份（比如信令连接控制部份就属于网络层）。

## 设备组成
七号信令系统的设备主要可以分为三种：负责将交换机的查询信号转换成七号信令的业务交换点（SSP）、负责转发信令的信令传输点（STP）、负责业务逻辑的业务控制点（SCP）。有时候，包含用户信息的专用数据库系统会被认为是第四种七号信令系统的设备：业务数据点（SDP）。